# Tuxertal
Het Tuxertal is een dal in de Oostenrijkse deelstaat Tirol. Het is een zijdal van het Zillertal, dat bij Mayrhofen naar het westen afbuigt. Het dal is ongeveer dertien kilometer lang en wordt doorstroomd door de Tuxbach. Vanaf Mayrhofen (630 meter) loopt het dal langzaam omhoog tot bij Hintertux (1500 meter) in de gemeente Tux. Het dal is vernoemd naar de naam van deze gemeente. Aan het eind van het Tuxertal ligt de gletsjer Hintertuxer Gletscher. De dorpen in het dal zijn bereikbaar over de Tuxer Straße (L6).

## Plaatsen
De plaatsen in het Tuxertal (vanaf Mayrhofen):
- Finkenberg (840 meter)
- Vorderlanersbach (1300 meter)
- Lanersbach (1300 meter)
- Madseit (1385 meter)
- (Hinter-)Tux (1500 meter)